# Jednostka regionalna Kos
Jednostka regionalna Kos (nwgr.: Περιφερειακή ενότητα Κω) – jednostka administracyjna Grecji w regionie Wyspy Egejskie Południowe. Powołana do życia 1 stycznia 2011 w wyniku przyjęcia nowego podziału administracyjnego kraju. W 2021 roku liczyła 38 tys. mieszkańców.
W skład jednostki wchodzą gminy:
- Kos (1),
- Nisiros (2).